# Peter Šuhel (elektrotehnik)
Peter Šuhel, slovenski elektrotehnik, * 25. januar 1933, Laško.

## Življenjepis
V Laškem je obiskoval osnovno šolo, nato pa nižjo gimnazijo v Celju. Za elektrotehnika je diplomiral leta 1953 v Ljubljani in isto leto na prvi državni gimnaziji v Ljubljani maturiral. Za inženirja elektrotehnike je diplomiral 16. maja 1963 v laboratoriju za elektronsko mikroskopijo, Fakultete za elektrotehniko, Univerze v Ljubljani (FE,UL). 
Leta 1956 se zaposlil pri Geološkem zavodu v Ljubljani kjer je opravljal geoelektriška merjenja Planinskega polja na Notranjskem ter Dravskega polja pri Ptuju. V letih 1958 in 1959 je bil na praksi pri podjetju NIXDORF, Elektronik Gerätebau Wuppertal v Zvezni republiki Nemčiji, kjer je razvijal in izdeloval elektronska vezja strojev za avtomatsko knjiženje.
V šolskih letih 1960/61 in 1961/62 je bil demonstrator na Fakulteti za elektrotehniko UL pri predmetih katedre za industrijsko elektroniko.
1963 se je zaposlil pri podjetju Elektromedicina v Ljubljani, kjer je opravljal razvojna dela za vrhunski elektronski mikroskop, iz česar je tudi diplomiral.
1964 je postal tehniški sodelavec v laboratoriju za elektronsko mikroskopijo in od 1.januarja 1965 dalje redni asistent za predmete na katedri za industrijsko elektroniko. Aktivno je sodeloval pri projektih in znanstvenih nalogah v laboratoriju za elektronsko mikroskopijo, in na projektu Vrhunska intrumentacija za elektriško merilno tehniko.
1969 je magistriral iz elektrotehniških znanosti smeri elektromotorski pogoni na FE,UL. Doktorsko disertacijo z naslovom Teoretska analiza elektromagnetne elektronske leče po Avčinu brez železnega jedra za izredno visoke gostote magnetnega pretoka je zagovarjal 6. maja. 1971 na FE,UL. 1972 je bil izvoljen v docenta za predmete industrijska elektronika, elektronski sistemi v regulacijah in usmerniške naprave v elektroenergetiki za univerzitetni študij ter sistemi industrijske elektronike in usmerniške naprave v elektroenergetiki za magistrski študij.
Uredil in opremil je  ustrezne laboratorije k predmetom, ki jih je predaval. 1976 je še predaval predmet gradnja napajalnih naprav za izredne študente tovarne Iskra.
Na znanstveno-raziskovalnem delu je vodil in dokončal več nalog projekta Vrhunska instrumentacija za elektriško merilno tehniko. Nalogo Visokostabilni izvor enosmerne referenčne napetosti 1000V je opisal v magistrskem delu. Razvil je ekstremno stabilne referenčne izvore enosmerne napetosti s pomočjo Zenerjevih diod. O rezultatih je 1968 poročal na Etan-u v Nišu ter l. 1970  na 14. konferenci Etana v Sarajevu. Za delo kot najboljše iz elektronike v l. 1970 je prejel nagrado. Za tovarno Iskra je izdelal študijo Analiza problemov pri gradnji in uporabi elektronskih mikroskopov LEM 4C in LEM 5. O konstrukciji prvega popolnoma tranzistoriziranega elektronskega mikroskopa je poročal na 1. jugoslovanskem simpoziju o elektronski mikroskopiji v Ljubljani. Udeležil se je dveh mednarodnih kongresov za elektronsko mikroskopijo v Rimu l. 1968 in Grenoblu l. 1970, kjer je poročal o izsledkih raziskav v okviru doktorske disertacije.
Leta 1970 je ustanovil tim, ki je raziskoval uporabo funkcionalne električne stimulacije za zdravljenje okvar človekovega urinskega trakta v katerem so sodelovali zdravniki s kirurgične klinike, Medicinske fakultete, Inštituta za klinično nevrofiziologijo, in Zavoda za rehabilitacijo invalidov. Bil je nosilec mnogih raziskovalnih nalog projekta Biokibernetika in glavni raziskovalec in nosilec mednarodnega projetka “Rehabilitation of Urinary Bladder Dysfunctions Using Electrical Stimulation”, financiran s strani ameriškega (FDA) ministrstva za zdravstvo in delno iz nacionalne podpore. O teh raziskav je poročal na konferencah Etan-a, na 4th International Symposium on External Control of Human Extremities v Dubrovniku 1971 in na mednarodnih sestankih International Continence Society (ICS) v Parizu 1972, KÆbenhavnu 1973,  Mainzu 1974, Glasgowu 1975 Antwerpnu 1976, Portorožu 1. 1977 in Leiden-u 1980. 1977 je bil predsednik ICS
Razvil in preskusil je vrsto novih električnih stimulatorjev za zdravljenje urinske inkontinence pri človeku, za kar je  1975 prejel priznanje IENA za  iznajdbe in izpopolnitve.  Leta 1973 je bil na vabljenem študijskem potovanju po ZDA, kjer je imel v rehabilitacijskih centrih v Philadelphiji in Minneapolisu predavanja o raziskavah
Vzporedno z raziskavami na biokibernetiki je vodil tudi raziskave in razvoj posebne avtomatske industrijske instrumentacije. Razvil in izdelal je precizijski avtomatski merilnik hermetičnih - reed, kontaktnikov za tovarno Iskra ATC, avtomatski merilnik elektromehanskih relejev za tovarno Iskra Avtomatika, precizni avtomatski merilnik hermetičnih kontaktnikov z računsko obdelavo podatkov za Inštitut za elektroniko in vakuumsko tehniko, več deset posebnih napajalnih sistemov, namenjenih meritvam v industriji, čez štirideset justirnih sistemov za tovarno Iskra Avtomatika itd. O razultatih raziskav na področju avtomatske industrijske merilne, sortirne in justirne opreme je poročal na konferenci Etan-a v Ulcinju 1974, Ohridu 1975, Opatiji 1976 in na mednarodnem simpoziju ISEMEC v Ljubljani 1976. 
 Delo z naslovom Digitalni programirani tokovni izvor, o katerem je poročal na 18. konferenci Etana v Ulcinju, je bilo ocenjeno kot najboljše za l. 1974 s področja elektronike, za kar je s soavtorjem Mirom Žlajpahom prejel diplomo. Raziskovalna skupina, ki se pod njegovim vodstvom ukvarja s to tematiko, je dobila 1975 nacionalno nagrado za iznajdbe in izpopolnitve. Bil je nosilec projekta “Avtomatski industrijski modularni merilni sistemi z uporabo mikroprocesorjev”, v katerem so sodelovali poleg FE še Iskra, Industrija za telekomunikacije, elektroniko in elektromehaniko, Kranj, Iskra Avtomatika, Tela Ljubljana, tovarna Gorenje iz Velenja in Inštitut za elektroniko in vakumsko tehniko iz Ljubljane.
Leta 1966 je postal član “Institute of Electrical and Electronics Engineering Inc”., leta 1972 član “International Continence Society”, 1974 Jugoslovanskega društva za medicinsko in biološko tehniko in član znanstvenega kolegija Jurema, leta 1964 Jugoslovanskega društva za Etan ter član komisije za robotiko pri znanstvenem komiteju Etan-a. 
V izrednega profesorja za področji industrijska elektronika in avtomatski merilni sistemi je bil izvoljen leta 1978. Za redni dodiplomski študij je predaval predmete industrijska elektronika, elektronski sistemi v regulacijah, elektronika in mikroračunalnik in na univerzitetnem podiplomskem študiju mikroračunalnik in sistemi industrijske elektronike.
Od 1972 je bil  predstojnik Laboratorija za industrijsko elektroniko in avtomatske merilne sisteme in Laboratorija za medicinsko elektroniko. V letih 1978 do 1980 je bil predstojnik Katedre za merilno-procesne sisteme, od 1976 do 1978 član odbora za raziskovalno delo, od 1979 do 1980 član Odbora za pedagoško delo, od 1982 do 1986 član Sveta VDO Fakultete za elektrotehniko, od 1976 do 1987 član odbora SRS za izvajanje Družbenega dogovora o invencijah in inovacijah ter zadnji dve leti njegov predsednik in hkrati član Zveznega odbora za izvajanje Družbenega dogovora SFRJ o invencijah in inovacijah. Bil je član Komisije za standarde s področja energetske elektronike (KSN22) pri Zveznem odboru za standardizacijo. 
Na znanstveno raziskovalnem področju je vodil projekt “Avtomatski merilni sistemi z uporabo mikroprocesorjev”, vodil je več petletnih programov raziskav “Računalniška avtomatizacija sistemov in procesov”, “Robotika in manipuliranje”, “Računalništvo in avtomatika”, “Avtomatski merilni sistemi in procesiranje signalov in podatkov”, “Elektroterapevtske metode za ekstremitete in sečila” in “Električna medicinska stimulacija in meritve.” Vodil je raziskave v usmerjenih raziskovalnih programih : “Sistemi avtomatike in obdelave signalov”, “Medicinska elektronika” ter v projektu “Industrijska avtomatika”. V mednarodnih raziskavah je vodil program “Teatment of Urinary Incontinence Using Electrical Stimulation” ter raziskovalni program “Microcomputer Aidet Diagnosing and Rehabilitation of Neurogenic Bladder Using Electrical Stimulation” - oba petletna projekta.
V okviru uporabnih razvojno-raziskovalnih projektov je razvil in izdelal 16 kompleksnih industrijskih sistemov, ki so v industriji ali pri končnem uporabniku v vsakodnevni uporabi. Med temi so: “Procesno vodeni merilni sistemi ATME” za merjenje kvalitete in zanesljivosti štirižičnih mednarodnih telefonskih vodov, ki je centralni merilni sistem v avtomatskih elektronskih telefonskih centralah. Vodenje takega sistema je bilo prvič na sploh izvedeno z mikroračunalnikom.               
Od leta 1983 dalje je redni profesor za področje elektrotehnika na FE,UL. Na rednem dodiplomskem študiju je predaval celoletna predmeta Industrijska elektronika ter Integralni proizvodni sistemi, na podiplomskem študiju pa predmeta Mikroračunalnik in Sistemi industrijske elektronike. Vabljena predavanja iz predmetov Elektronika I in Elektronika II je  izvajal  od leta 1988 dalje na Pedagoški fakulteti v Ljubljani. Bil je predstojnik Laboratorija za industrijsko in medicinsko elektroniko ter Laboratorija za integralne proizvodne sisteme. Od leta 1988 dalje je bil  ponovno predstojnik Katedre za merilno procesne sisteme. Od leta 1986 do 1991 je bil predsednik komisije za delovna razmerja, od leta 1987 do 1994 član Odbora za kadrovska vprašanja Univerze v Ljubljani, je član Senata Fakultete za elektrotehniko od leta 1995 do 1999 je bil predsednik Komisije za Prešernove nagrade na FE in član Univerzitetnega odbora za Prešernove nagrade. 
Imel je imel vabljena predavanja za MIPRO ‘87, ‘88, ‘89, ‘90’ in ‘91, DSEIT Rijeka, Hrvaška, seminar: Programiranje, programski jezici i razvojni sistemi ter seminar: Primjena mikroračunala u vodjenju tehničkih sistema 1989, 1990 in 1991. 
Od Republike Hrvaške je prejel 1285 in 1987 posebno priznanje za doprinos k znanju o mikroelektronike v RH ter leta 2007 za podporo pri razvoju in profiliranju mednarodnih MIPRO konferenc. 
Bil je mentor mnogim diplomantom, magistrantom in šestim doktorantom elektrotehnike. Vodil je raziskave s področja večnivojskega procesnega vodenja, porazdeljenih procesnih sistemov, inteligentnih merilnih sistemov ter električnih stimulatorjev in diagnostiki  sečil ter je v tem času zaključil mednarodni projekt Treatment of Urinary Incontinence, Using Electrical Stimulation. Izvedel je računalniško avtomatizacijo zračnega tunela s pogoni z močjo nad 7 MW ter krmiljenjem robotske ročice za mase do 3.000 kg za študij aerodinamike. 
Je član strokovnih društev: Institute of Electrical and Electronic Engineering Inc., International Continence Society ter Društva za biomedicinsko in biološko tehniko Slovenije id.
Upokojil se je leta 2007. Od takrat dalje je še vabljeno predaval na Fakulteti za logistiko v Celju UM od 2005 do 2007 predmeta informatika in informatika v logistiki. Od 2006 do 2015 pa še na FIŠ v N. mestu in FUDŠ v N. Gorici, Uvod v informatiko za dodiplomski in Informacijska tehnologija-vodenje projektov za magistrski študij.

## Področje raziskovalnega dela
- do leta 1972 je raziskoval precizne električne napajalne in merilne sisteme
- razvil prvi polprevodniški napajalni sistem za napajanje elektronskih mikroskopov.
- vodilni raziskovalec in nosilec mednarodnega raziskovalnega projekta “Rehabilitation of Urinary Bladder Dysfunctions Using Electrical Stimulation” (1973 – 1988)
- pomembnejši rezultati njegovih raziskav: razvoj električnega stimulacijskega sistema za zdravljenje urodinamskih okvar urinskega trakta.
- razvil več tehnik zdravljenja urodinamskih okvar
- ustanovil urodinamski laboratorij v Kliničnem centru v Ljubljani.
- bil je vodilni raziskovalec nacionalnih raziskovalnih projektov s področij medicinske elektronike, procesnih merilnih sistemov, večnivojskega procesnega vodenja in računalniške integracije proizvodnje.

S teh področij je izvedel nad sto strokovnih projektov za slovensko industrijo. Nekateri njegovi izumi so patentirani.